# Portel
Portel este un oraș în Pará (PA), Brazilia.